# Quartchêto
Quartchêto é  uma banda instrumental de Porto Alegre, no Rio Grande do Sul, e criada em 2001.
O fato de não ter componente vocal, e adicionar improvisos de jazz ao tema básico, tendem a tornar a Quartchêto mais elitizada, não a afastando contudo da música de raiz do cone sul da América Latina. A Quartchêto traz os acordes resultantes de referências de canções e ritmos típicos dos países do Prata: música de gaúchos, onde as fronteiras são feitas de pampa. A percussão, herança negra, junto com o violão, marcadamente o espanhol, e o acordeão, legado dos italianos, mas totalmente incorporados à musicalidade do Rio Grande do Sul, dividem a cena com o trombone, bem-vinda colaboração alemã à cultura gaúcha. 

## Prêmios
Com um repertório autoral, o grupo já recebeu troféus em quatro categorias no Prêmio Açorianos no ano de 2005, inclusive disco do ano. No segundo álbum, Bah,  a banda repetiu o feito, e desta vez foram três troféus e disco do ano no Açorianos 2010.

## Membros da banda
- Hilton Vaccari - violão
- Julio Rizzo - trombone
- Luciano Maia - acordeão
- Ricardo Arenhaldt - percussão.

## Discografia
- 2005 : Quartchêto
- 2009 : Bah

## Prêmios e indicações
- Prêmio Açorianos

| Ano  | Categoria                    | Indicação            | Resultado |
| ---- | ---------------------------- | -------------------- | --------- |
| 2005 | Disco de Música Regional     | Quartchêto           | Venceu    |
| 2005 | Espetáculo                   | Quartchêto           | Venceu    |
| 2005 | Disco do Ano                 | Quartchêto           | Venceu    |
| 2009 | Disco de Música Instrumental | Bah                  | Venceu    |
| 2009 | Espetáculo do Ano            | Bah                  | Indicado  |
| 2009 | Arranjador                   | Quartchêto (por Bah) | Indicado  |
| 2017 | Espetáculo do Ano            | Bamo Lá              | Venceu    |
| 2017 | Disco de Música Instrumental | Quartchêto           | Indicado  |